# Pío I
Pío I (Aquilea, ¿?-Roma, 155) fue el 10.º papa de la Iglesia católica de 140 a 155.
Hijo de un cristiano de nombre Rufino según el Liber Pontificalis, la duración de su pontificado es objeto de polémica entre los historiadores al igual que ocurre con algunos de sus predecesores. El único dato cronológico medianamente fiable es el de su finalización, ya que al conocerse con gran certeza que Policarpo de Esmirna murió en el año 156 y que en el año anterior visitó Roma donde se encontró con el papa Aniceto, sucesor de Pío I, se puede extrapolar que el pontificado de este no se pudo extender más allá del año 155.
Desde 1793 su cuerpo está sepultado en la Capilla de san Eufrasio de la Catedral de Jaén en España, siendo uno de los pocos papas que están enterrados fuera del Vaticano y el único nacido en la península itálica entregado a otra diócesis como reliquia.

## Vida
Pío I era conocido, según un documento del siglo II llamado fragmento muratoriano, y el Catálogo Liberiano como hermano de Hermas, el autor de El Pastor. 
Durante su pontificado la actividad de los gnósticos Valentín y Cerdón, iniciada bajo el papado de su antecesor, se incrementó notablemente. Lo mismo cabe decir de Marción, que, aunque basándose en ideas gnósticas, evolucionó hasta elaborar una doctrina propia, el marcionismo. Tanto Valentín como Marción fueron excomulgados por Pío I.
El Liber Pontificalis afirma que Pío I decretó que los judíos convertidos al cristianismo podían ser admitidos y bautizados en la Iglesia el día de la Pascua de Resurrección, basándose para ello el Diálogo de Trifón, una obra de Justino Mártir, que en esa época vivía en Roma.
Se atribuye a este pontífice la fundación de dos iglesias: la títulus Pudentis o santa Pudenciana y la títulus Praxedis o santa Práxedes, pero en realidad es una leyenda sin base histórica ya que estas iglesias se construyeron en el siglo IV en tiempos de Constantino I. También se le atribuye la construcción de un baptisterio cercano a la iglesia de santa Práxedes que utilizó para la realización de sus funciones episcopales. 
Se le atribuye haber fijado la fecha de la celebración de la Pascua de Resurrección en el domingo siguiente al primer plenilunio posterior al equinoccio de la primavera.
La tradición afirma que sufrió martirio por lo que fue canonizado, celebrándose su fiesta el 11 de julio.